# Terpen
Terpener, også kendt som isoprenoider, er en stor og varieret gruppe af naturligt forekommende kulstofforbindelser, som primært produceres i mange planter, specielt i nåletræer, men også af nogle insekter, som f.eks. svalehalelarver, der udsender terpener, når de er truet.
Terpener er hovedbestandelen i harpiks, og i terpentin fremstillet af harpiks ("vegetabilsk terpentin"). Navnet terpen er afledt af ordet terpentin. Når terpener ændres kemisk, som f.eks. ved oxidation eller omdannelse af kulstofskelettet, kaldes de resulterende forbindelser for terpenoider. Dog bruges ordet terpen af og til som samlebetegnelse for alle terpener og terpenoider.
Terpener og terpenoider udgør hovedbestanddelen af planters og blomsters æteriske olier. Æteriske olier bruges i vidt omfang som smagsstoffer i madvarer, som duftstoffer i parfumer samt i traditionel og alternativ medicin. Syntetiske varianter af de naturlige terpener og terpenoider har forøget udvalget af aromastoffer til brug i parfumer og som tilsætningsstoffer i mad.

## Struktur og biosyntese
Terpener er biosyntetiske derivater af isoprenenheder, som har molekylformlen C5H8. Terpenernes molekylformel er et multiplum af denne, (C5H8)n, hvor n er antallet af forbundne isoprenenheder. Dette kaldes isopren-reglen eller C5-reglen. isoprenenhederne kan være bundet sammen i lange lineære kæder, eller de kan danne ringe. Isoprenenhederne kan betragtes som en af naturens foretrukne byggesten.
Det er de aktiverede former af isopren, isopentenylpyrofosfat (IPP) og dimetylallylpyrofosfat (DMAPP), som er reaktanter i biosyntesen af terpener. IPP kan isomeriseres til DMAPP af enzymet isopentenylpyrofosfatisomerase.
Kæderne af isoprenenheder klassificeres efter størrelse som hemiterpener, monoterpener, sesquiterpener, diterpener, sesterterpener, triterpener, and tetraterpener.

## Typer
- Hemiterpener består af en enkelt isopreneenhed. Isopren selv betragtes som den eneste hemiterpen, og oxygenholdige derivater som f.eks. prenol og isovaleriansyre kaldes hemiterpenoider.

- Monoterpener består af to isoprenenheder og har molekylformlen C10H16. Monoterpenalkohol kaldes også geraniol; geranyl-præfixet indikerer at der er to isoprenenheder. De er hovedbestanddelen af de mest flygtige stoffer i harpikser. De findes i form af kulbrinter, alkoholer, aldehyder, ketoner, laktoner og syrer, og de dannes enten alifatisk (myrcen), monocyklisk (limon, terpin og phellandren) eller dobbeltcyklisk (α- og β-pinen, camfen og Δ-3-karen). Monoterpenerne spiller en vigtig rolle for den nyeste, taxonomiske inddeling af nåletræerne. Man har beregnet, at der afgives 2 x 1.00.000.000 ton pr. år til atmosfæren. På grund af fotokemiske omdannelser, deltager de i dannelsen af peroxider og peroxyacylnitrater ("PAN") i atmosfæren.[1]

- Sesquiterpener består af tre isoprenenheder og har molekylformlen C15H24. Sesquiterpenalkohol kaldes også farnesol; farnesyl-præfixet indikerer, at der er tre isoprenenheder. Disse forbindelser er ofte bestanddele af æteriske olier, og blandt dem findes stoffet abscisinsyre, der fungerer son et "alderdomshormon", som bl.a. fremkalder løvfald. Et andet sesquiterpen er stoffet farnesol, der virker som et feromon. Malaria-midlet artemisinin er et eksempel på en sesquiterpen-lakton.

- Diterpener består af fire isoprenenheder og har molekylformlen C20H32. De stammer fra geranylgeranylpyrofosfat, og de er bestanddele af balsamer og harpikser. Eksempler på diterpener er cembren og taxadien. Diterpener danner også basis for biologisk forbindelser som retinol, retinal, og fytol, der ofte findes bundet til klorofyl. De kraftige sødemidler steviosiderne, der forekommer i planteslægten Stevia, er glycosider af diterpenen steviol.

- Sesterterpener er terpener med 25 kulstofatomer og fem isoprenenheder. De er relativt sjældne i forhold til de andre slags terpener.

- Triterpener består af seks isoprenenheder og har molekylformlen C30H48. Den lineære triterpen squalen, hovedbestanddelen af hajleverolie, dannes ved den reduktive kobling af to molekyler farnesylpyrofosfat. Squalen omdannes derefter biosyntetisk til lanosterol, som er det strukturelle stammolekyle til alle steroider.

- Tetraterpener indeholder otte isoprenenheder og har molekylformlen C40H56. Biologisk vigtige tetraterpener inkluderer den acykliske lycopen, den monocykliske gamma-karoten, og de bicykliske alpha- og beta-karotener.

- Polyterpener består af lange kæder af mange isoprenenheder (op til 10.000 enheder). Naturligt gummi eller latexer består af polyisopren, hvor alle dobbeltbindinger findes i cis-formen. Nogle planter producerer en polyisopren med trans-dobbeltbindinger, kaldet guttapercha.